# 伊萨克·阿尔贝尼斯
伊萨克·曼努埃尔·弗兰西斯科·阿尔贝尼斯·帕斯卡尔（西班牙語：Isaac Manuel Francisco Albéniz Pascual；1860年5月29日—1909年5月18日），西班牙作曲家，钢琴家。
阿尔贝尼斯的音乐创作受到安达卢西亚民间音乐的强烈影响。其钢琴作品演奏技巧高超，和声与节奏丰富复杂。他是把西班牙民间音乐介绍给欧洲听众的第一位西班牙本土作曲家。

## 生平
阿尔贝尼斯4岁登台演奏，7岁入马德里音乐学院学习，毕业获钢琴演奏一等奖，后到欧美各地巡回演出。1874年入布鲁塞尔音乐学院深造，1893年定居巴黎，与丹第，德彪西等结识。1909年逝世于法国西南部的康博莱班镇。

## 個人生活
阿尔贝尼斯是法国总统萨科齐的前妻Cécilia Ciganer-Albeniz的祖辈。

## 外部連結
- 伊萨克·阿尔贝尼斯的免费乐谱，由国际乐谱典藏计划提供
- 互联网档案馆中伊萨克·阿尔贝尼斯的作品或与之相关的作品
- 阿尔贝尼斯基金會 （页面存档备份，存于）
- Mallorca (Shockwave （页面存档备份，存于）) BinAural Collaborative Hypertext （页面存档备份，存于）
- 由艾萨克·阿尔班尼士的“正韵Bécquer酒店”节选 （页面存档备份，存于）
- 在“正韵Bécquer酒店”由艾萨克阿尔班尼士的完全版 （页面存档备份，存于）